# Anwar El Ghazi
Anwar El Ghazi (ur. 3 maja 1995 w Barendrecht) – holenderski piłkarz pochodzenia marokańskiego grający na pozycji napastnika w walijskim klubie Cardiff City

## Kariera klubowa

### Początki
El Ghazi rozpoczął karierę piłkarską w sekcji młodzieżowej lokalnego klubu  BVV Barendrechtg. Później odszedł do szkółki Feyenoordu na dwa sezony. Potem dołączył do Spaartan'20, a w 2009 do Rotterdamu, gdzie stale się rozwijał. W 2013 Ajax zwerbował go do swojej szkółki U-19 (under-19), gdzie konkurował w Młodzieżowej Lidze UEFA.

### AFC Ajax
Anwar dołączył do AFC Ajaxu w Lipcu 2013. W trakcie przygotowań do sezonu 2014–15 strzelił 8 goli w 150 minut, czyli został najlepszym strzelcem Ajaxu. Miał grać dla drużyny B Ajaxu, ale ze względu na jego świetną formę został w pierwszej drużynie. Jego debiut w lidze miał miejsce przeciwko Vitesse i Ajax wygrał 4–1 na Ameserdam ArenA. El Ghazi asystował przy bramce Lasse Schöne w 87 minucie, a 17 sierpnia strzelił 1 bramkę przeciwko AZ w 90 minucie i Ajax wygrał 3–1. Był też pierwszym od 5 meczów piłkarzem, który strzelił gola Barcie, a zrobił to w Champions League.
(aktualne na dzień 18 czerwca 2019)
| Klub               | Sezon              | Liga               | Liga  | Liga   | Puchary krajowe | Puchary krajowe | Europa | Europa | Suma  | Suma   |
| Klub               | Sezon              | Liga               | Mecze | Bramki | Mecze           | Bramki          | Mecze  | Bramki | Mecze | Bramki |
| ------------------ | ------------------ | ------------------ | ----- | ------ | --------------- | --------------- | ------ | ------ | ----- | ------ |
| AFC Ajax           | 2014–15            | Eredivisie         | 31    | 9      | 3               | 0               | 9      | 1      | 43    | 10     |
| AFC Ajax           | 2015–16            | Eredivisie         | 27    | 11     | 1               | 0               | 9      | 0      | 37    | 11     |
| AFC Ajax           | 2016–17            | Eredivisie         | 12    | 0      | 2               | 1               | 6      | 1      | 20    | 2      |
| Lille OSC          | 2016/17            | Ligue 1            | 12    | 1      | 0               | 0               | 0      | 0      | 12    | 1      |
| Lille OSC          | 2017/18            | Ligue 1            | 27    | 4      | 2               | 0               | 0      | 0      | 29    | 4      |
| Aston Villa F.C.   | 2018/19            | Championship       | 34    | 6      | 2               | 0               | 0      | 0      | 36    | 6      |
| Ogólnie w karierze | Ogólnie w karierze | Ogólnie w karierze | 143   | 25     | 10              | 1               | 24     | 2      | 177   | 34     |

Europa – Mecze w UEFA Champions League i UEFA Europa League.

## Kariera reprezentacyjna
Mając podwójne obywatelstwo (holenderskie i marokańskie) mógł wybierać między tymi państwami. Wybrał Reprezentację Holandii. Zagrał w niej pierwszy raz w Holandii U-18 przeciwko Austrii U-18 15 października 2012. Oranje przegrało 2-0.

## Osiągnięcia
- AFC Ajax Talent Roku: 2015